# Rondo pour violon et orchestre K. 269

Le Rondo pour violon en si bémol majeur K. 269/261a est un nouveau finale écrit entre 1775 et 1777 par Mozart pour le concerto pour violon no 1. Le finale initial étant un presto dans la forme sonate, le compositeur lui a substitué un finale dans une forme rondo pour d'une part assurer une continuité formelle de la série des concertos et d'autre part rester dans le style galant qui s'appuie sur le rappel d'une figure mélodique.

## Analyse
Thème :
La lecture audio n'est pas prise en charge dans votre navigateur. Vous pouvez télécharger le fichier audio.
Cet allegro se structure autour d'une ritournelle entrecoupée  de trois intermèdes dont le deuxième se signale par des modulations dans des tonalités mineures.
- Rondeaux, en si bémol majeur, à 
, 268 mesures

La lecture audio n'est pas prise en charge dans votre navigateur. Vous pouvez télécharger le fichier audio.